# Eugène Cosserat
Eugène Cosserat   (Amiens, 4 de març de 1866 - Tolosa, 31 de maig de 1931) va ser un matemàtic i astrònom francès que, juntament amb el seu germà François, va desenvolupar teories sobre els cossos deformables.

## Vida i obra
Fill d'un industrial tèxtil d'Amiens, el 1883 va superar els exàmens d'ingrés tan a l'École Polytechnique com a l'École Normale Supérieure, escollint aquesta darrera per cursar els seus estudis de matemàtiques. El 1886 va obtenir la graduació i, després d'una breu passada per l'ensenyament secundari, va ser nomenat astrònom ajudant de l'Observatori de Tolosa de Llenguadoc: El director de l'observatori, Benjamin Baillaud, estava creant un grup de recerca astronòmica amb un fort vessant matemàtic. El 1908, quan es va retirar Baillaud, Cosserat va passar a ser el nou director de l'observatori.
A més dels seus càrrecs a l'observatori, Cosserat va ser professor titular de càlcul diferencial i integral a la universitat de Tolosa des del 1889 i va tenir una llarga col·laboració en l'edició dels Annales, la revista de la Facultat de Ciències.
A l'observatori, Cosserat es va dedicar a l'estudi sistemàtic de les estrelles binàries. També va fer observacions del satèl·lits de Júpiter i Saturn, altres mesures micromètriques d'estrelles i determinacions de constants instrumentals, però els seus treballs més importants no van ser en el camp de l'astronomia. Els treballs pels que és més recordat Cosserat van ser en el camp de la mecànica matemàtica, fets a partir de 1896 en col·laboració amb el seu germà François: es tracta d'una sèrie d'estudis sobre l'elasticitat en els que cercava de fonamentar teòricament el continu en la mecànica. El 1909, van publicar conjuntament el llibre més significatiu sobre el tema: Théorie des corps déformables (Teoria dels cossos deformables); i, a partir de la mort del seu germà François el 1914, ja no es va continuar amb aquesta recerca.
D'altra banda, Cosserat tenia un bon coneixement de l'idioma rus, cosa que li va permetre traduir i introduir a França l'obra d'uns quants matemàtics russos importants, entre els quals destaquen Liapunov, Steklov, Krilov i, sobre tot, Peterson.